# Alegria do Vilar
O  Grêmio Recreativo Escola de Samba Alegria do Vilar é uma escola de samba de Vilar dos Teles, São João de Meriti, que desfila no Carnaval do Rio de Janeiro.

## História
Formada por antigos integrantes da Independente da Praça da Bandeira, desfilou incialmente como bloco carnavalesco no Carnaval Meritiense, onde era filiada à  Associação Carnavalesca Meritiense. Foi convidada pela AESCRJ a fazer parte do Grupo de Avaliação, no sábado pós-carnaval da Estrada Intendente Magalhães em 2015.
Em 2023, iniciou uma crescente no Grupo de Avaliação, sagrando-se Campeã, vindo a conquistar o segundo lugar em 2024, pela Série Bronze, garantindo assim o direito de desfilar na Série Prata em 2025.

## Segmentos

### Presidentes
| Período    | Presidente       | Vice Presidente | Ref. |
| ---------- | ---------------- | --------------- | ---- |
| 2015-2018  | Chiquinho do Bar |                 |      |
| 2018       | Nascimento       | João Perigo     |      |
| 2022-Atual | Júnior Reis      | Kelvin          |      |

### Intérpretes
| Período    | Intérprete oficial                      | Referência |
| ---------- | --------------------------------------- | ---------- |
| 2015-2016  | Mário Sérgio Hugo                       | [ 3 ]      |
| 2017       | Pingo Sargento                          | [ 3 ]      |
| 2018-atual | Beiço Rosa, Mário Sérgio Hugo e Dedélio | [ 3 ]      |

- Commons

### Casal de Mestre-sala e Porta-bandeira
| Período | Nome                       | Ref |
| ------- | -------------------------- | --- |
| 2016    | Winnie Delmar e Juan Valle |     |
| 2018    | Diego Moreira e Crislaine  |     |
| 2024    | Walber Negreiro e Morango  |     |

### Rainhas de Bateria
| Período   | Nome              | Ref |
| --------- | ----------------- | --- |
| 2015-2017 | Andressa Pandeiro |     |
| 2018      | Ruth Tebaldi      |     |
| 2019-2023 | Patrícia Barros   |     |
| 2024      | Tina Bombom       |     |

## Carnavais
| Ano | Colocação | Grupo | Enredo | Carnavalesco | Ref.   |
| --- | --- | --- | --- | --- | ------ |
| 2015 | Vice-campeã | Grupo de Avaliação | "Os quatro filhos de Numiá" | Walter Guilherme | [ 3 ]  |
| 2016 | 9.º Lugar | Grupo D | "Baixada canta e encanta, as danças que a África nos ensinou" | Walter Guilherme | [ 4 ]  |
| 2017 | 6.º Lugar | Grupo D | "Sinfonia poética daqueles que não se deixaram escravizar (Confederação dos Tamoios)" (Samba-enredo composto por Leozinho Nunes, João Perigo, Rosali, Carvalho, Igor Pitta, Carlos Ahumada, Julio Page, Will do BP e Romildo) | Ricardo Paulino |        |
| 2018 | 13.º Lugar (Rebaixada)                                                                                                | Grupo D | Uma sublime visão nas lendas, contos e assombrações do Rio São Francisco - Opará | Ricardo Paulino | [ 5 ]  |
| 2019 | 7.º Lugar | Série E | Opará: Por onde passo te banho de cultura (Samba-enredo composto por Rosali, João Perigo, Nascimento, Carvalho, Igor Pitta, Carlos Ahumada, Julio Page e Ostinho)                                                             | Ricardo Paulino | [ 6 ]  |
| 2020 | Não desfilou | Grupo de Avaliação | Dos encantos do Capibaribe a magia da frevança, A Alegria dá um show | Ricardo Paulino | [ 7 ]  |
| Inicialmente adiados para o mês de julho, os desfiles do Carnaval 2021 foram cancelados devido a pandemia de Covid-19 | Inicialmente adiados para o mês de julho, os desfiles do Carnaval 2021 foram cancelados devido a pandemia de Covid-19 | Inicialmente adiados para o mês de julho, os desfiles do Carnaval 2021 foram cancelados devido a pandemia de Covid-19 | Inicialmente adiados para o mês de julho, os desfiles do Carnaval 2021 foram cancelados devido a pandemia de Covid-19 | Inicialmente adiados para o mês de julho, os desfiles do Carnaval 2021 foram cancelados devido a pandemia de Covid-19 | [ 8 ]  |
| 2022 | 9.º Lugar | Grupo de Avaliação (quinta divisão)                                                                                   | A esperança... De que dias melhores virão | Miro Freitas | [ 9 ]  |
| 2023 | Campeã | Grupo de Avaliação (quinta divisão)                                                                                   | A História de um Griô, que pela Suntuosa África se Encantou | Júnior Reis | [ 10 ] |
| 2024 | Vice-campeã | Série Bronze (Segunda-feira) (quarta divisão)                                                                         | Para sempre Jorge Lafond | Raphael Homem | [ 11 ] |
| 2025 | 12.º Lugar | Série Prata (terceira divisão)                                                                                        | Zé Lourenço: Do Caldeirão da Fé à Semeadura da Vida | Plinio Santos | [ 12 ] |